# Дискографија Хилари Даф
}}

Хилари Даф је у својој каријери снимила 3 студијска албума, 3 компилације, један божићни албум, један промотивини албум и један мини-албум. Званично је издала је 14 синглова. Поред тога, снимила је и 4 DVD музичких издања.

## Студијски албуми
| Информације о албуму                                                       |
| -------------------------------------------------------------------------- |
| - Година издавања: 2003. - Формат: ЦД - Издавачка кућа: - Синглови: ,      |
| - Година издавања: 2004. - Формат: ЦД - Издавачка кућа: - Синглови: ,      |
| - Година издавања: 2007. - Формат: ЦД, DVD - Издавачка кућа: - Синглови: , |

## Други албуми
| Информације о албуму                                                                      |
| ----------------------------------------------------------------------------------------- |
| - Година издавања: 2002. - Формат: ЦД - Издавачка кућа: - Синглови: -                     |
| * - Година издавања: 2007. - Формат: дигитално преузимање - Издавачка кућа: - Синглови: - |

* Објављен је промотивно и то само у Америци.

## Мини-албуми
| Информације о албуму                                                  |
| --------------------------------------------------------------------- |
| - Година издавања: 2003. - Формат: ЦД - Издавачка кућа: - Синглови: - |

## Компилације
| Информације о албуму                                                         |
| ---------------------------------------------------------------------------- |
| - Година издавања: 2005. - Формат: ЦД, DVD - Издавачка кућа: - Синглови: , * |
| ** - Година издавања: 2006. - Формат: ЦД - Издавачка кућа: - Синглови: -     |
| - Година издавања: 2008. - Формат: ЦД - Издавачка кућа: - Синглови:          |

* Објављен је други пут само у Уједињеном Краљевству, када је издат албум Most Wanted.
** Објављен је само у Италији.

## Саундтрекови
| Информације о албуму                                                                  |
| ------------------------------------------------------------------------------------- |
| - Година издавања: 2002. - Формат: ЦД - Издавачка кућа: - Синглови:                   |
| - Година издавања: 2003. - Формат: ЦД - Издавачка кућа: - Синглови:                   |
| - Година издавања: 2004. - Формат: ЦД - Издавачка кућа: - Синглови:                   |
| - Година издавања: 2009. - Формат: дигитално преузимање - Издавачка кућа: - Синглови: |

## Званични синглови
| Информације о синглу |
| --- |
| - Са албума: - Година издавања: 2003. - Формат: ЦД - Издавачка кућа: - Земље у којима је ушао у првих 10 на листама: -                       |
| - Са албума: - Година издавања: 2003. - Формат: ЦД - Издавачка кућа: - Земље у којима је ушао у првих 10 на листама:                         |
| - Са албума: - Година издавања: 2004. - Формат: ЦД - Издавачка кућа: - Земље у којима је ушао у првих 10 на листама:                         |
| - Са албума: - Година издавања: 2004. - Формат: ЦД - Издавачка кућа: - Земље у којима је ушао у првих 10 на листама:                         |
| - Са албума: - Година издавања: 2004. - Формат: ЦД - Издавачка кућа: - Земље у којима је ушао у првих 10 на листама: -                       |
| - Са албума: - Година издавања: 2004. - Формат: ЦД, дигитално преузимање - Издавачка кућа: - Земље у којима је ушао у првих 10 на листама:   |
| - Са албума: - Година издавања: 2005. - Формат: ЦД - Издавачка кућа: - Земље у којима је ушао у првих 10 на листама: -                       |
| - Са албума: - Година издавања: 2005. - Формат: ЦД, дигитално преузимање - Издавачка кућа: - Земље у којима је ушао у првих 10 на листама:   |
| - Са албума: - Година издавања: 2005. - Формат: ЦД, дигитално преузимање - Издавачка кућа: - Земље у којима је ушао у првих 10 на листама: - |
| - Са албума: - Година издавања: 2006. - Формат: дигитално преузимање - Издавачка кућа: - Земље у којима је ушао у првих 10 на листама: -     |
| - Са албума: - Година издавања: 2007. - Формат: ЦД, дигитално преузимање - Издавачка кућа: - Земље у којима је ушао у првих 10 на листама:   |
| - Са албума: - Година издавања: 2007. - Формат: ЦД, дигитално преузимање - Издавачка кућа: - Земље у којима је ушао у првих 10 на листама:   |
| - Са албума: - Година издавања: 2008. - Формат: ЦД, дигитално преузимање - Издавачка кућа: - Земље у којима је ушао у првих 10 на листама:   |
| - Са албума: - Година издавања: 2009. - Формат: дигитално преузимање - Издавачка кућа: - Земље у којима је ушао у првих 10 на листама: -     |

## Промотивни синглови
| Година | Назив                                  | Албум | Напомене                                        |
| ------ | -------------------------------------- | ----- | ----------------------------------------------- |
| 2004.  |                                        |       | Објављен на радио-станицама у Северној Америци. |
| 2004.  | Објављен на радио-станицама у Шпанији. |       |                                                 |
| 2006.  |                                        |       | Објављен дигитално у САД-у.                     |

## Синглови објављени наДизнирадију
| Година | Назив | Албум |
| ------ | ----- | ----- |
| 2002.  |       |       |
|        |       |       |
|        |       |       |
| 2003.  |       |       |
|        |       |       |
|        |       |       |
|        |       |       |
| ()     |       |       |
| 2004.  |       |       |
|        |       |       |
|        |       |       |
|        |       |       |
|        |       |       |
|        |       |       |

## Остале песме
Ове песме је Хилари снимила, али се не налазе ни на једном њеном студијском албуму.
| Година | Назив | Појављује се... |
| ------ | ----- | --------------- |
| 2002.  | *     |                 |
| 2003.  | ()    |                 |
| 2003.  | ()    |                 |
| 2003.  |       |                 |
| 2004.  | () *  |                 |
| 2004.  | ()    |                 |
| 2004.  | *     |                 |
| 2004.  | *     |                 |
| 2004.  | *     |                 |
| 2006.  | () *  |                 |
| 2008.  |       |                 |
|        |       |                 |
|        |       |                 |
|        |       |                 |
|        |       |                 |
|        |       |                 |

 *  Појављују се на албуму Unlimited, који је објављен промотивно у Америци, тако да га није било у комерцијалној продаји.

## Необјављене песме
- I Need A Sunday
- Like I Care[1]
- Love Is Battlefield[2]
- Some Secrets[3]
- Chains[3]
- Smile

## Музички спотови
| Година | Назив                        | Режисер(и)     |
| ------ | ---------------------------- | -------------- |
| 2002.  |                              |                |
|        |                              |                |
|        |                              |                |
| 2003.  |                              | Елиот Лестер   |
| 2003.  | Крис Еплбом                  |                |
| 2004.  |                              | Дејв Мејерс    |
| 2004.  | Крис Еплбом                  |                |
| 2004.  | Крис Еплбом                  |                |
| 2005.  |                              | Марк Веб       |
| 2005.  | Фил Хардер                   |                |
| 2006.  |                              | Алекс и Мартин |
| 2007.  |                              | Метју Ролстон  |
| 2007.  | Фатима Робинсон и Хилари Даф |                |
| 2008.  |                              | Филип Анделман |

## Турнеје
| Година        | Назив | Подржавајући албум(и) | Број концерата | DVD                        |
| ------------- | ----- | --------------------- | -------------- | -------------------------- |
| 2003. — 2004. |       |                       | 35             | Girl Can Rock              |
| 2004. — 2005. |       | /                     | 53             |                            |
| 2005. — 2006. |       | /                     | 79             |                            |
| 2007. — 2008. |       |                       | 40             | снимљен, али није објављен |

## DVD-ји
| Информације о DVD-ју                                         |
| ------------------------------------------------------------ |
| - Година издавања: 2003. - Формат: DVD - Издавачка кућа:     |
| - Година издавања: 2004. - Формат: DVD, ЦД - Издавачка кућа: |
| - Година издавања: 2004. - Формат: DVD - Издавачка кућа:     |
| * - Година издавања: 2006. - Формат: DVD - Издавачка кућа:   |

* Објављен је само у Италији.